# Talal Derki

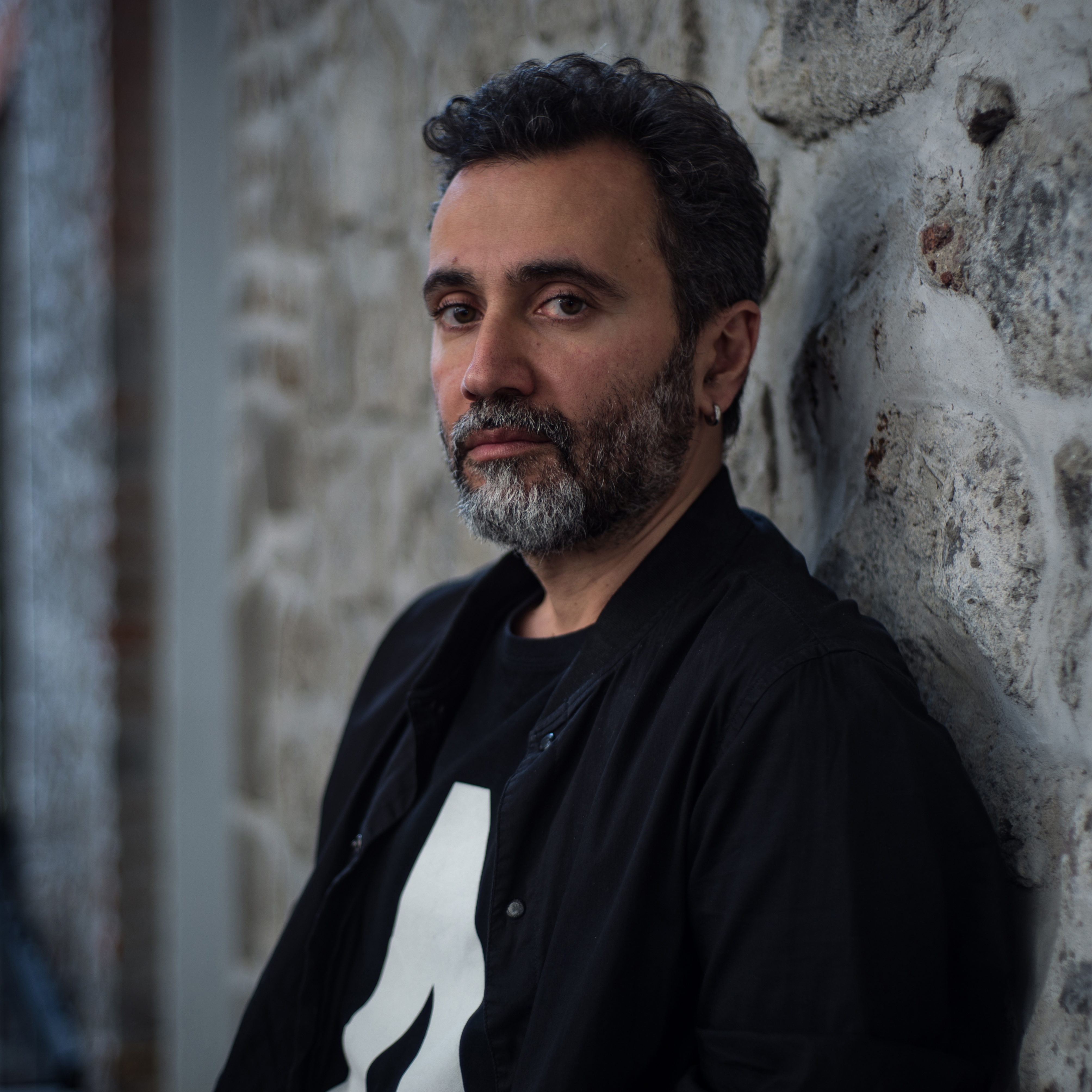
Talal Derki

Talal Derki (* 24. Juli 1977 in Damaskus) ist ein syrisch-kurdischer Filmregisseur, Kameramann und Drehbuchautor, der in Berlin und Dubai lebt. 
Derkis Of Fathers and Sons aus dem Jahr 2017 wurde im Rahmen der Oscarverleihung 2019 als bester Dokumentarfilm nominiert und bei der Verleihung des Deutschen Filmpreises 2019 als bester Dokumentarfilm ausgezeichnet. Auch seine anderen Dokumentarfilme erhielten Preise bei internationalen Festivals.

## Leben
Derki wurde 1977 in Damaskus geboren, studierte Filmregie am Stavrako High Institute of Cinematographic Art and Television in Athen und machte dort 2003 seinen Abschluss.
Sein Dokumentarfilm Of Fathers and Sons feierte am 15. November 2017 beim International Documentary Festival Amsterdam seine Premiere und wurde ab 19. Januar 2018 im Rahmen des Sundance Film Festivals gezeigt, wo er mit dem World Cinema Documentary Grand Jury Prize ausgezeichnet wurde. Derki widmete diesen Preis bei der dortigen Verleihung seiner neuen Wahlheimat Berlin. Im Januar 2019 erfolgte eine Nominierung als bester Dokumentarfilm im Rahmen der Oscarverleihung.
Sein nächster Dokumentarfilm Under the Sky of Damascus wurde zusammen mit dem syrischen Regisseur Ali Wajeeh in Damaskus sowie einer Gruppe von Syrerinnen gedreht. Anhand eines geplanten Theaterstücks werden deren Leben in einer patriarchalischen Gesellschaft sowie alltägliche Formen von Gewalt gegen Frauen thematisiert. Die Premiere fand im Februar 2023 im Panorama der Berlinale statt.
Derki lebt seit 2014 in Berlin. 2019 erhielt er eine Einladung zur Mitgliedschaft in der Academy of Motion Picture Arts and Sciences, die den Oscar verleiht.

## Filmografie
- 2003: Kalokairini vrohi (Kurzfilm)
- 2013: Homs – Ein zerstörter Traum (Dokumentarfilm)
- 2017: Of Fathers and Sons (Dokumentarfilm)
- 2023: Under the Sky of Damascus (Dokumentarfilm)
- 2023: Hollywoodgate (Dokumentarfilm, Produzent und Drehbuch)

## Auszeichnungen (Auswahl)
Europäischer Filmpreis
- 2018: Nominierung in der Kategorie „Bester Dokumentarfilm“ (Of Fathers and Sons)

Oscar
- 2019: Nominierung in der Kategorie „Bester Dokumentarfilm“ (Of Fathers and Sons)

Sundance Film Festival
- 2014: Auszeichnung mit dem World Cinema Documentary Grand Jury Prize (Homs – Ein zerstörter Traum)
- 2018: Auszeichnung mit dem World Cinema Documentary Grand Jury Prize (Of Fathers and Sons)